# Брахман
Вижте пояснителната страница за други значения на Брахман.
 За други значения вижте Брахман (пояснение).
Брахман (на санскрит: ब्रह्म от корена брих, означаващ „раста, уголемявам се издувам се“) е индуистко понятие означаващо непроменливата, безкрайна, иманентна и трансцендентална реалност, която е божествената основа на всичката материя, енергия, Времето, пространството, цялото битие, всичко във вселената и отвъд нея. В Риг веда от Брахман произлиза първоначалното същество Хиранягарбха, което се отъждествява с бога-създател Брахма. Според мъдреците автори на Упанишадите освободената душа (Атман) е осъзнала идентичността си с Брахман.
Върховният вселенски дух или Абсолютната реалност наречена Брахман е вечен, безполов, всемогъщ, всезнаещ, вездесъщ и в крайна сметка неописуем с човешки език. Ришите (мъдреци) от Упанишадите са осъзнали Брахман като реалността зад тяхното собствено съществуване и това на всичко друго във Вселената. Те наричат Брахман сатчитананда, битие-съзнание-блаженство. Брахман е източникът и същността на материалната вселена. В най-чистата си реалност той е непроявен (ниргуна) и е следователно отвъд битието и небитието. Според Риг веда в първото си проявление Брахман е Хиранягарбха (букв. Златна утроба), от която всички светове, организми и дори боговете са създадени. В ролята си на Управител на вселената, Брахман се явява като Ишвара, Бог или Сагуна Брахман (Брахман с качества).
Казва се, че Брахман не може да бъде познат посредством материални средства, но да осъзнаем него, тъй като той е самото ни съзнание. Просветлението (мокша, самадхи, кайваля) означава да се осъзнае, че природата на Брахман е всъщност собствената природа, че индивидуалната душа (атман) и Вселенския дух са едно и също нещо. В Тайтирия упанишад (II.1) Брахман се описва така: сатям джнанам анантам брахман – „Брахман е истина, знание и безкрай.“ Целта на индуизма чрез различните дисциплини на йога е да се осъзнае идентичността на атман и Брахман. Във Ведите и Упанишадите се казва, че целият индуистки пантеон е просто по-висши проявления на Брахман. Поради това екам сат („всичко е едно“) и сарвам кхалвидам брахма („всичко, което се разпростира е Брахман“). „Всички пътеки водят към Брахман, макар мъдреците да го наричат по много начини“.
Махавакя или великите изказвания относно Брахман са:
Праджнанам брахма „Брахман е знание“
Аям атма брахма „Тази душа е Брахман“
Ахам брахмаасми „Аз съм Брахман“
Тат твам аси „Ти си това“
Аарвам кхалв идам брахма „Всичко, което се разпростира е Брахман“
Саччидананда брахма „Брахман е съществуване, съзнание и блаженство“
Друг начин на описване на Брахман, от Брихадараняка упанишад е нети нети, „нито това, нито това“. Той не може да бъде ограничен до някакво определение.